# Heavy on My Heart
„Heavy On My Heart” este un cântec pop-rock al cântăreței americane Anastacia Newkirk. Piesa a fost compusă de Anastacia și Billy Mann pentru  cel de-al treilea album de studio al său, Anastacia, lansat în 2004. „Heavy on My Heart” este o baladă caracteristică muzicii pop, care are influențe puternice preluate din muzica rock. Compunerea și interpretarea piesei se bazează pe folosirea unui ansamblu de instrumente cu coarde, iar titlul și versurile cântecului fac referire la perioada în care Anastacia a fost diagnosticată cu cancer mamar.
Piesa a fost lansată pe disc single în primăvara anului 2005, interval în care s-a bucurat de succes comercial în unele regiuni din Europa, precum Flandra, Regatul Unit, Spania, Ungaria și Valonia. Toate câștigurile financiare obținute în urma comercializării discului „Heavy on My Heart” au fost virate în conturile unor fundații care luptă împotriva cancerului mamar.
Videoclipul piesei „Heavy on My Heart” a fost filmat pe parcursul a două zile, la finele lui noiembrie 2004, în studiourile MediaPro din Buftea, România, regizor fiind Philipp Stölzl.

## Structura piesei. Surse de inspirație
„Heavy on My Heart” este o baladă caracteristică muzicii pop, care are influențe puternice preluate din muzica rock. Compunerea și interpretarea piesei se bazează pe folosirea unui ansamblu de instrumente cu coarde. Fiind compus într-o tonalitate minoră, accentuată prin folosirea cadențelor și a progresiilor armonice, „Heavy on My Heart” conține frecvent acorduri de chitară acustică.
Vocea principală, asigurată de soprana dramatică Anastacia, este dublată prin supraînregistrare, armonii vocale fiind folosite subtil. De asemenea, fragmentele ritmice ale piesei sunt susținute puternic cu ajutorul unui pian acustic.
Asemenea celorlalte piese incluse pe albumul Anastacia, lansat în 2004, versurile cântecului „Heavy on My Heart” redau sentimentele interpretei din perioada în care a fost diagnosticată cu cancer mamar. Vorbind despre compunerea albumului și, implicit, a cântecului „Heavy on My Heart”, Anastacia declara: „Eram perfect conștientă în privința a ceea ce compuneam, în privința a ceea ce simțeam în adâncul inimii și eram conștientă că lumea, atunci când va asculta melodiile, ar putea să intre în miezul poveștii fiecărui cântec.” În același interviu, interpreta mărturisea „a fost o dublă autoprovocare pentru mine, atât din punct de vedere al textelor, cât și al muzicii, să rămân fidelă adevăratelor sentimente și în același timp să-mi folosesc aceste simțiri într-un sens pozitiv. Am fost nevoită să privesc viața prin cioburi de sticlă colorată în roz, iar atunci când priveliștea era înnorată am transpus asta pe muzică. [...] De fapt, arta devine minunată când implică și suferință.”

## Critică
Percepția criticilor asupra cântecului „Heavy on My Heart” a fost majoritar pozitivă. Site-ul allmusic oferă piesei o recenzie favorabilă, numind-o „o baladă strălucitoare, «congestionată» de durere, dragoste, dar și de sunete emfatice care se ciocnesc precum valurile unui tsunami, rezultând patru minute magice.” Pagina web allcdcovers.com a împărtășit această opinie, afirmând că „balada «Heavy on My Heart» se bazează, în principiu, pe un refren dinamic, care ne amintește de modul în care Joe Cocker a interpretat piesa «With a Little Help from My Friends».” RockUnited consideră acest single ca fiind una dintre cele mai puternice creații ale albumului Pieces Of A Dream, alături de hitul „Left Outside Alone”.
Editorii site-ului Virgin Media au comentat astfel lansarea cântecului: „Ei bine, judecând după această baladă cam tristă, Anastacia încă este o divă cu plămâni puternici și un talent muzical impresionant. De asemenea, ea întâmpină dificultăți în uitarea fostului său iubit problematic. Oricine nu vrea să îndure rezultatele acestui chin, este sfătuit să evite acest nou single.”
Recenzorii Yahoo au apreciat cântecul și au considerat că un videoclip conținând cadre defocalizate ar fi cea mai bună modalitate de promovare. Editorii revistei Stylus s-au declarat a fi dezamăgiți, comentând: „Heavy on My Heart» sună precum piesele lui Céline Dion din era Falling Into You, completată de o chitară clasică slabă și niște versuri proaste.”

## Videoclip
Videoclipul piesei „Heavy on My Heart” a fost filmat pe parcursul a două zile, la finele lui noiembrie 2004, în studiourile MediaPro din Buftea, România. Avându-l ca regizor pe Philipp Stölzl, persoană care a filmat și clipul „Bring Me to Life” al formației Evanescence, clipul prezentat-o pentru câteva cadre pe Vanessa Silva, o tânără interpretă câștigătoare a competiției Anastacia Idol, desfășurată la Lisabona. Figurația a fost aproape în întregime românească, printre actorii români numărându-se Theodor Danetti și Rudy Rosenfeld.
Odată cu încheierea filmărilor, Dan Popi, reprezentantul Sony BMG, declara: „Scenele de acțiune au alternat cu playback-uri. M-a impresionat pentru că de fiecare dată a tras piesa cap-coadă. După fiecare cadru filmat, se uita pe monitor să vadă cum a ieșit și își dădea cu părerea. E o adevărată profesionistă.”
Cinci ani mai târziu, în 2009, când interpreta a revenit în România cu turneul Heavy Rotation, ea a declarat cotidianului românesc adevărul: „Regizorul a ales locul filmărilor. Era în mijlocul iernii și era extrem de frig! M‑am îndrăgostit de oameni și am știut atunci că vreau să mă întorc aici în cadrul turneului meu.”
Primele cadre ale videoclipului surprind magazinul fictiv „H. C. Andersen”, locație în care Anastacia, jucând rolul unui manechin, se îndrăgostește de un bărbat, de asemenea manechin. La căderea nopții, urmând firul basmului Soldățelului de plumb, cei doi prind viață și fug din magazinul în vitrina căruia sunt expuși. Fiind înconjurați de un decor alb, format din zăpadă, cei doi dansează și se îndrăgostesc. La scurt timp, patronul magazinului îi dezasamblează, trimițându-i spre o topitorie. Cei doi sfârșesc îmbrățișați, fiind imortalizați în timp ce sunt carbonizați de flăcările unui șemineu. Rămășițele celor două manechine formează o inimă în ultimele cadre ale filmării.
În paralel, Anastacia cântă într-o cameră întunecată, fiind îmbrăcată complet în negru. Interpreta pare să plângă moartea celor doi îndrăgostiți. Sentimentul de singurătate prezent în versurile cântecului este simbolizat în videoclip prin intermediul camerei goale în care se află Anastacia. Ea este înconjurată de câteva scaune din lemn, pe care le distruge ulterior, simbolizând victoria sa în lupta contra cancerului mamar.

## Interpretări live

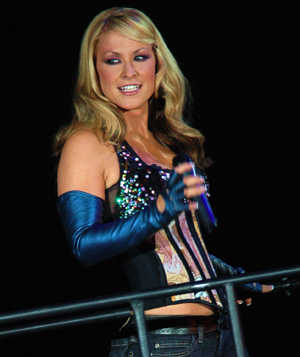
Anastacia în turneul Live at Last.

Prima interpretare a cântecului „Heavy on My Heart” s-a materializat în cadrul concertului caritabil „Women Rock”, organizat de televiziunea Lifetime și a reprezentat prima apariție a Anastaciei de după învingerea cancerului mamar. Fiind invitată pe scenă de Sharon Osbourne, care a numit-o „o adevărată luptătoare”, cântăreața a interpretat printre lacrimi „Heavy on My Heart”, primind sprijin vocal din partea lui BeBe Winans. Ulterior, recenzorii au numit momentul Anastaciei „punctul de referință” al concertului „Women Rock”, care a fost înregistrat la teatrul Kodak din Los Angeles pe 30 septembrie 2003. Înainte de a urca pe scenă, Anastacia a declarat: „(Organizatorii – n.n.) mi-au permis să interpretez această piesă diseară pentru că și-au dat seama că sumarizează întregul sens al concertului.”
În primăvara anului 2005, pentru a promova cântecul „Heavy on My Heart”, Anastacia a susținut un recital la gala premiilor Echo din Germania, interpretarea sa „captând atenția tuturor.” Ulterior, cântările piesei s-au înmulțit, Anastacia promovând „Heavy on My Heart” în diverse emisiuni din Anglia și Spania.
Piesa „Heavy on My Heart” a fost interpretată live pe parcursul ambelor segmente ale turneului Live at Last. Cântecul de pe fața B a discului single, intitulat „Underground Army” a primit un videoclip live, înregistrat pe durata acestui turneu. De asemenea, „Heavy on My Heart” a fost inclus și pe DVD-ul omonim, lansat în primăvara anului 2006.

## Personal

### „Heavy on My Heart” și „Trop lourd dans mon cœur”
Următoarea listă constituie o enumerare a muzicanților implicați în producerea pieselor „Heavy on My Heart” și „Trop lourd dans mon cœur”.
- Baterie — Matt Laug;
- Chitară — Michael Landau și Tim Pierce;
- Chitară bas — Lance Morrison;
- Claviaturi — Glen Ballard și Randy Kerber;
- Inginerie de sunet — Anthony Kilhoffer, JD Andrews, Jeff Burns și Tom Sweeney;
- Inginerie de mixaj — Chris Lord-Alge;
- Inginerie de mixaj (asistent) — Keith Armstrong;
- Înregistrare — Bill Malina;
- Înregistrare (vocală) — Mike Fennel;
- Producție — Billy Mann și Glen Ballard;
- Producție (vocală) — Billy Mann;
- Versuri — Anastacia și Billy Mann;
- Voce (principală) — Anastacia;

### „Underground Army”
Următoarea listă constituie o enumerare a muzicanților implicați în producerea piesei „Underground Army”.
- Chitară — Dave Levitta;
- Inginerie de mixaj — Mark Endert;
- Inginerie de sunet și acompaniament instrumental —  Scott Cutler;
- Masterizare — Ted Jensen;
- Producție și versuri — Anne Preven și Scott Cutler;
- Voce (principală) — Anastacia;
- Voce (secundă) — Anne Preven;

## Formate disponibile
| Nr.                                                 | Titlul cântecului                                    | Durată |
| --------------------------------------------------- | ---------------------------------------------------- | ------ |
| Disc single distribuit în Regatul Unit              |                                                      |        |
| 1.                                                  | „Heavy on My Heart” (versiunea de pe album)          | 4:25   |
| 2.                                                  | „Underground Army” (versiunea de pe album)           | 4:18   |
| 3.                                                  | „Trop lourd dans mon cœur”                           | 4:31   |
| 4.                                                  | „Special Thanks” (mulțumiri adresate ascultătorilor) | 1:31   |
| Disc single distribuit în Europa (ediția de 3 țoli) |                                                      |        |
| 1.                                                  | „Heavy on My Heart” (versiunea de pe album)          | 4:25   |
| 2.                                                  | „Underground Army” (versiunea de pe album)           | 4:18   |

| Nr.                                           | Titlul cântecului                                    | Durată |
| --------------------------------------------- | ---------------------------------------------------- | ------ |
| Disc single distribuit în Australia și Europa |                                                      |        |
| 1.                                            | „Heavy on My Heart” (versiunea de pe album)          | 4:25   |
| 2.                                            | „Underground Army” (versiunea de pe album)           | 4:18   |
| 3.                                            | „Trop lourd dans mon cœur”                           | 4:31   |
| 4.                                            | „Special Thanks” (mulțumiri adresate ascultătorilor) | 1:31   |
| 5.                                            | „Heavy on My Heart” (videoclip)                      | 4:27   |

## Performanța în clasamente
Din punct de vedere al pozițiilor obținute în clasamentele de specialitate, cântecul „Heavy on My Heart” este considerat cel mai slab disc single al albumului Anastacia. În primăvara anului 2005 piesa a debutat pe locul treizeci și patru în Olanda, iar în următoarele săptămâni a ajuns în top 20, atingând treapta cu numărul 16. De asemenea, „Heavy on My Heart” a debutat puternic în clasamentele din Spania și Italia, având o prezență constantă între primele douăzeci de poziții.
Spre deosebire de cântecele promovate anterior de pe albumul Anastacia, „Left Outside Alone”, „Sick and Tired” și „Welcome to My Truth”, care au obținut poziții notabile în clasamentul Romanian Top 100, piesa „Heavy on My Heart” nu a intrat niciodată în această ierarhie. Discul s-a bucurat de succes în Flandra Ultratip 30, Valonia Ultratip 30, Ungaria și Spania, clasamente în care a devenit un hit și a obținut poziții în top 10.
Cântecul nu a obținut succes în Australia, țară în care nu a intrat în top 50. Totuși,„Heavy on My Heart” a devenit un hit notabil în Austria, Germania, Irlanda și Regatul Unit, unde a avut o prezență constantă între primele douăzeci și cinci de poziții. În septembrie 2009, site-ul αCharts prezenta evoluția cântecului astfel — „Heavy on My Heart” a fost prezent în opt clasamente oficiale, timp de cincizeci și șase de ediții, debutul fiind semnalat la finele lunii februarie. Piesa a stat în aceste ierarhii timp de douăzeci și patru de săptămâni consecutive.

### Clasamente
| Clasamentul (2005)       | Poziția maximă | Referință |
| ------------------------ | -------------- | --------- |
| Australian Singles Chart | 55             | [ 39 ]    |
| Austrian Singles Chart   | 29             | [ 4 ]     |
| Flandra Ultratip 30      | 2              | [ 5 ]     |
| Valonia Ultratip 30      | 5              | [ 6 ]     |
| Dutch Top 40             | 16             | [ 4 ]     |
| European Hot 100 Singles | 40             | [ 40 ]    |
| German Singles Chart     | 29             | [ 4 ]     |

| Clasamentul (2005)      | Poziția maximă | Referință |
| ----------------------- | -------------- | --------- |
| Hungarian Singles Chart | 7              | [ 7 ]     |
| Irish Singles Chart     | 32             | [ 4 ]     |
| Italian Singles Chart   | 12             | [ 5 ]     |
| Spanish Singles Chart   | 8              | [ 4 ]     |
| Swiss Singles Chart     | 35             | [ 4 ]     |
| UK Singles Chart        | 21             | [ 4 ]     |